# Ligament carpo-métacarpien palmaire
Les ligaments carpo-métacarpiens palmaires sont des ligaments des articulations carpo-métacarpiennes.
Ils s'étendent de la face palmaire des os de la rangée distale du carpe à la face palmaire des bases des deuxième, troisième, quatrième et cinquième métacarpiens.
Latéralement il y a deux ligaments entre le trapèze et les deuxième et troisième métacarpiens.
Plus médialement, il y a deux ligaments entre le capitatum et les deuxième et troisième métacarpiens.
Et encore plus médialement, il y a deux ligaments entre l'hamatum et les quatrième et cinquième métacarpiens.